# Burmeistera darienensis
Burmeistera darienensis är en klockväxtart som beskrevs av Robert Lynch Wilbur. Burmeistera darienensis ingår i släktet Burmeistera och familjen klockväxter.
Artens utbredningsområde är Panamá. Inga underarter finns listade i Catalogue of Life.